# Злое сердце
«Злое сердце» — песня российской рок-группы «Элизиум», выпущенная в виде Интернет-Сингла 5 мая 2013 года и доступная для свободной загрузки на официальном сайте группы. Музыканты группы выпустили эту песню как знак протеста против президента России Владимира Путина, будучи ярыми противниками его режима.
«Элизиум» посвятил сингл событиям, произошедшим ровно год назад до его выхода — «Болотному делу», когда в ходе акции протеста против фальсификации весенних выборов в президенты на Болотной площади начались массовые беспорядки и конфликты между полицией и митингующими людьми.

## Отзывы и критика
Журналист общественно-политического издания «Новая газета» Вадим Демидов ранее уже брал интервью у лидера «Элизиума» Дмитрия Кузнецова насчёт песни «Зло умрёт» с одноимённого альбома, текст которой также был посвящён протесту против Путина. Подходя к критике сингла «Злое сердце», Демидов заметил, что «Элизиум», который пришёл к успеху на песнях с беззаботной и романтической подоплёкой, обращаясь к сложным темам в творчестве не меняет свою поп-рок музыкальную составляющую, а композиции о политическом протесте получаются у группы довольно односложными. Демидов поинтересовался мнением насчёт сингла «Элизиума» у двух рок-исполнителей — советско-российских групп «Телевизор» и «Центр», чьи песни на тему политического протеста, по его мнению, являются наиболее образцовыми.
Михаил Борзыкин, основатель группы «Телевизор», заявил:
Многие позаимствовали у попсы этот пошлый, банальный приёмчик — на беззаботную музычку класть драматический текст. Этот диссонанс и отличает наш рок от мирового — и смешит, и раздражает одновременно. Как-то всё убого.
Лидер группы «Центр» Василий Шумов подошёл к критике песни «Злое сердце» более благосклонно:
Именно для этой группы — неплохо. Пример гражданской позиции, дефицитом которой поражены многие наши музыканты. И, думаю, не стоит цепляться за поп–рок-манеру исполнения песни с протестным содержанием. Скорее наоборот, имеет смысл всячески поддержать музыкантов, которые начинают задумываться над происходящим и отражать в своем творчестве ситуацию в стране, на глазах формирующееся полицейское государство Путина. Сегодня мы оказались в тяжёлом случае конформизма, приспособленчества и гражданской трусости среди наших музыкантов. Любое проявление гражданской позиции у тех, кто ещё вчера был всем довольным приспособленцем, надо приветствовать. Эстетика современной песни протеста только формируется.